# Asienspiele 2018/Squash
Bei den Asienspielen 2018 in Jakarta und Palembang fanden vom 23. August bis 1. September 2018 im Squash vier Wettbewerbe statt. Austragungsort war der Gelora Bung Karno Sport Complex in der indonesischen Hauptstadt Jakarta.

## Wettbewerbe und Zeitplan
Insgesamt vier Wettbewerbe wurden im Rahmen der Spiele im Squashsport ausgetragen. Dazu zählten die jeweiligen Einzelkonkurrenzen sowie je ein Mannschaftswettbewerb der Damen und Herren. Die Wettbewerbe im Einzel fanden vom 23. bis 26. August statt, die Mannschaftswettbewerbe vom 27. August bis 1. September.
| G | Gruppenphase | 1R | Erste Runde | ⅛ | Achtelfinale | ¼ | Viertelfinale | ½ | Halbfinale | F | Finale |

| Datum → Wettbewerb ↓ | Do. 23. | Do. 23. | Fr. 24. | Fr. 24. | Sa. 25. | Sa. 25. | So. 26. | So. 26. | Mo. 27. | Mo. 27. | Di. 28. | Di. 28. | Mi. 29. | Mi. 29. | Do. 30. | Do. 30. | Fr. 31. | Fr. 31. | Sa. 1. | Sa. 1. |
| -------------------- | ------- | ------- | ------- | ------- | ------- | ------- | ------- | ------- | ------- | ------- | ------- | ------- | ------- | ------- | ------- | ------- | ------- | ------- | ------ | ------ |
| Herreneinzel         | 1R      | ⅛       | ¼       | ¼       | ½       | ½       | F       | F       |         |         |         |         |         |         |         |         |         |         |        |        |
| Herrenmannschaft     |         |         |         |         |         |         |         |         | G       | G       | G       | G       | G       | G       | G       | G       | ½       | ½       | F      |        |
| Dameneinzel          | 1R      | ⅛       | ¼       | ¼       | ½       | ½       | F       | F       |         |         |         |         |         |         |         |         |         |         |        |        |
| Damenmannschaft      |         |         |         |         |         |         |         |         | G       | G       | G       | G       | G       | G       | G       | G       | ½       | ½       | F      |        |

## Einzel

### Herren
| Platz | Land            | Spieler                            |
| ----- | --------------- | ---------------------------------- |
| 1     | Hongkong        | Leo Au                             |
| 2     | Hongkong        | Max Lee                            |
| 3     | Indien Malaysia | Saurav Ghosal Mohd Nafiizwan Adnan |

### Damen
| Platz | Land     | Spielerin                       |
| ----- | -------- | ------------------------------- |
| 1     | Malaysia | Nicol David                     |
| 2     | Malaysia | Sivasangari Subramaniam         |
| 3     | Indien   | Dipika Pallikal Joshna Chinappa |

## Mannschaft

### Herren
| Platz | Land            | Spieler |
| ----- | --------------- | --- |
| 1     | Malaysia        | Mohd Nafiizwan Adnan Ivan Yuen Eain Yow Ng Mohd Syafiq Kamal                                                     |
| 2     | Hongkong        | Max Lee Leo Au Yip Tsz-Fung Henry Leung                                                                          |
| 3     | Indien Pakistan | Saurav Ghosal Harinder Pal Sandhu Ramit Tandon Mahesh Mangaonkar Tayyab Aslam Asim Khan Amaad Fareed Israr Ahmed |

### Damen
| Platz | Land           | Spielerinnen                                                                                               |
| ----- | -------------- | --- |
| 1     | Hongkong       | Annie Au Joey Chan Ho Tze-Lok Lee Ka-Yi                                                                    |
| 2     | Indien         | Joshna Chinappa Dipika Pallikal Sunayna Kuruvilla Tanvi Khanna                                             |
| 3     | Malaysia Japan | Nicol David Low Wee Wern Sivasangari Subramaniam Aifa Azman Satomi Watanabe Misaki Kobayashi Risa Sugimoto |

## Medaillenspiegel
| Platz | Land     | Gold | Silber | Bronze | Gesamt |
| ----- | -------- | ---- | ------ | ------ | ------ |
| 01    | Hongkong | 2    | 2      | —      | 4      |
| 02    | Malaysia | 2    | 1      | 2      | 5      |
| 03    | Indien   | —    | 1      | 4      | 5      |
| 04    | Japan    | —    | —      | 1      | 1      |
| 04    | Pakistan | —    | —      | 1      | 1      |